# Josie DiVincenzo
Josie DiVincenzo (Buffalo (New York)) is een Amerikaanse actrice.

## Biografie
DiVincenzo was al op vroege leeftijd bezig met acteren, op vierjarige leeftijd stond zij al op het toneel. Met steun van haar ouders bleef zij actief in het acteren in de tijd van basis- en high school. Zij ging studeren aan de State University of New York at Fredonia in Fredonia (New York), en haalde haar bachelor in theaterwetenschap. Hierna ging zij studeren aan de University of Southern California in Los Angeles waar zij haar master haalde in drama. DiVincenzo bleef in Los Angeles om daar haar acteercarrière voort te zetten. 
DiVincenco begon in 1988 met acteren voor televisie in de televisieserie My Sister Sam. Hierna heeft zij nog meerdere rollen gespeeld in televisieseries en films zoals Friends (1996), General Hospital (1997), Beverly Hills, 90210 (1999-2000), Daredevil (2003), CSI: Crime Scene Investigation (2006-2009) en The Young and the Restless (2000-2009).

## Filmografie

### Films
Uitgezonderd korte films.
- 2021 Bashira - als Sharon Monrovia
- 2020 Givers of Death - als vrouw
- 2018 The Rainbow Bridge Motel - als Tina
- 2017 The Last Year - als Leah Dawson
- 2017 Marshall - als Ruthie
- 2016 Dwelling - als moeder
- 2014 Missing Child – als Kathleen
- 2013 Give & Take - Peg
- 2009 Political Disasters – als Jo
- 2009 The Desperate – als verpleegster Helga
- 2005 Two Divorced Guys in a Bar – als Vera
- 2003 Daredevil – als Josie
- 2000 The Ragu Incident – als Victoria Rinaldi

### Televisieseries
Uitgezonderd eenmalige gastrollen.
- 2021 Diary of a Lunatic - als Beretta - 2 afl.
- 2009 - 2011 Feed - als Lorna Michaels - 5 afl.
- 2000 – 2009 The Young and the Restless – als politieagente – 2 afl.
- 1999 – 2000 Beverly Hills, 90210 – als Pia Swanson – 4 afl.
- 1998 Costello – als Mary McDonogh – 4 afl.
- 1997 General Hospital – als Angel - ? afl.

## Theaterwerk
- Rock'n'Roll – als Eleanor / Esme – Buffalo (New York)
- Macbeth – als Lady Macbeth – Buffalo
- The Year of the Hiker – als Frieda – Los Angeles
- Royal Women – als Gail – Los Angeles
- Henry IV part 1 – als maîtresse Quickly – Los Angeles
- Bertrand Priest – als Katrina – Little Rock (Arkansas)
- Eclipsed – als Brigit – Los Angeles
- Mine Eyes Hath Seen – als vrouw in burgeroorlog – Los Angeles
- The Man from Clare – als Brid – Los Angeles
- Naked Will – als Rose – Los Angeles
- Problem Child – als Denice – Los Angeles
- Shakespearce's Spring Flings – als Hermia / Beatrice – Los Angeles
- Solace – als Chris – Los Angeles
- A Midsummer Night's Dream – als Bottom – Los Angeles
- Dream a Little Dream – als Erica – Los Angeles
- Richard III – als koningin Margaret – Buffalo